# Partij van de Toekomst van de Natie
De Partij van de Toekomst van de Natie of Nationale Partij van de Toekomst (Arabisch: حزب مستقبل وطن, Hizb Mustaqbal Watan) is de grootste politieke partij in de beide Huizen van het parlement van Egypte. De partij geldt als regimegetrouw, steunpilaar van president Abdul Fatah al-Sisi, en kan worden beschouwd als de onofficiële opvolger van Nationaal-Democratische Partij, de regeringspartij ten tijde van president Hosni Mubarak die na de revolutie van 2011 werd ontbonden. Een groot deel van het oude partijkader van de Nationaal-Democratische Partij is opgegaan in de Partij van de Toekomst van de Natie, maar ook een nieuwe generatie politici, die opgestaan is na de revolutie, heeft zich bij de nieuwe partij aangesloten.
De Partij van de Toekomst van de Natie ontstond in de zomer van 2014 als Front van de Toekomst van de Natie en is een creatie van de militaire inlichtingendienst om het bewind van president al-Sisi, die in 2013 via een staatsgreep aan de macht was gekomen, van een bredere basis onder de bevolking te voorzien. De huidige naamgeving dateert van november 2014. Met behulp van de militaire inlichtingendienst werd een lijstverbinding van verschillende regeringsgezinde partijen gevormd onder de naam Uit Liefde voor Egypte, waarvan de Partij van de Toekomst van de Natie de spil vormde. Deze lijstverbinding won bij de verkiezingen van 2015 tweeënvijftig zetels en wist met behulp van onafhankelijke parlementariërs en verwante partijen de regering van een meerderheid te voorzien.
In 2018 gingen de partijen die deel uitmaakte van Uit Liefde voor Egypte op in de Partij van de Toekomst van de Natie en in dat jaar steunde de partij de kandidatuur van al-Sisi voor het presidentschap die voor een tweede termijn werd gekozen. Bij de parlementsverkiezingen van 2020 verwierf 316 van de 596 zetels in het Huis van Afgevaardigden en 149 van 300 zetels in de Senaat.
De partij steunt de Egyptische krijgsmacht die volgens de partij borg staat voor rust en stabiliteit in het land. De partij staat voor een actieve buitenlandse politiek en is voorstander van economische hervormingen.

## Zetelverdeling
| Zetelverdeling | Zetelverdeling | Zetelverdeling | Zetelverdeling |
| Jaar           | %              | Zetels         | Totaal         |
| -------------- | -------------- | -------------- | -------------- |
| 2015           | -              | 53             | 596            |
| 2020           | -              | 316            | 596            |

## Verwijzingen
1. ↑  Amr Mohamed Kandil: Why parliament's majority "Support Egypt" coalition aims to merge its parties - Egypt Today, 23 april 2018